# Хавайски острови (биосферен резерват)
Биосферен резерват „Хавайски острови“ е биосферен резерват от световната мрежата на ЮНЕСКО, създаден през 1980 година. Включва Национален парк Вулкани на Хаваи на остров Хавай, Национален парк Халеакала на остров Мауи, с обща площ от 99,545 хектара.